# La Galerie des monstres

La Galerie des monstres est un film muet français réalisé par Jaque Catelain et sorti en 1924.

## Synopsis
Le fantaisiste Riquet's a enlevé et épousé une jeune fille d'excellente famille, Ralda. Ils parcourent l'Espagne en présentant leur numéro dans un cirque. La beauté de Ralda excite la convoitise du directeur. Furieux d'être repoussé, il ouvre la cage d'un lion pendant le numéro de Ralda qui est grièvement blessée. La famille de Ralda ayant retrouvé leur trace, les jeunes gens partent pour essayer de mener ailleurs une existence meilleure.

## Fiche technique
- Réalisation : Jaque Catelain
- Scénario : Éric Allatini, d'après son roman
- Chefs-opérateurs : Jimmy Berliet, Amédée Morrin, Georges Specht
- Direction artistique : Marcel L'Herbier
- Décors : Djo-Bourgeois
- Assistant-réalisateur : Alberto Cavalcanti
- Dompteur : Rosar
- Production : Marcel L'Herbier
- Société de production : Cinégraphic
- Pays d'origine :  France
- Date de sortie :
  - France : 26 septembre 1924

## Distribution
- Jaque Catelain : Riquet's
- Lois Moran : Ralda/ofélia
- Jean Murat : Sveti
- Claire Prélia : Mme Violette
- Lili Samuel : Pirouette
- Roland Caillaux
- André Cerf
- Tuhre Dallin
- Madame Delaunay
- Michel Duran
- Duvernoy
- Philippe Hériat : la Géante
- Kiki de Montparnasse : Kiki
- Jean-Paul Le Tarare : Stryx
- Simone Mareuil
- Florence Martin : Flossie
- Lucien Muratore
- Opta
- Rosar : le dompteur
- Salles
- Michel Simon
- Roland Toutain
- Yvonneck : Buffalo
- Louis Zellas